# Meon
Meon – osada w Anglii, w hrabstwie Hampshire. Leży 28 km na południe od miasta Winchester i 109 km na południowy zachód od Londynu.